# Оношково
Оношково — деревня в Лухском районе Ивановской области. Входит в состав Тимирязевского сельского поселения.

## География
Находится в восточной части Ивановской области на расстоянии приблизительно 7 км на запад по прямой от районного центра поселка Лух.

## История
Деревня появилась на карте 1840 года. В 1872 году здесь (тогда Юрьевецкий уезд Костромской губернии) было учтено 20 дворов, в 1907 году — 26.

## Население
Постоянное население составляло 116 человек (1872 год), 155 (1897), 155(1907), 77 в 2002 году (русские 99 %), 77 в 2010.